# Peqtepaco
Peqtepaco[carece de fontes?] é um acrônimo para "População de Eventos Que Teriam Parecido Coincidentes".
O termo aparece na tradução para o português do livro Desvendando o Arco-íris, de Richard Dawkins, e serve para designar um conjunto de fatores que leva um evento estatisticamente insignificante a parecer improvável, conduzindo ao engano de se atribuir causas sobrenaturais a este.